# Penicillin-bindende Proteine

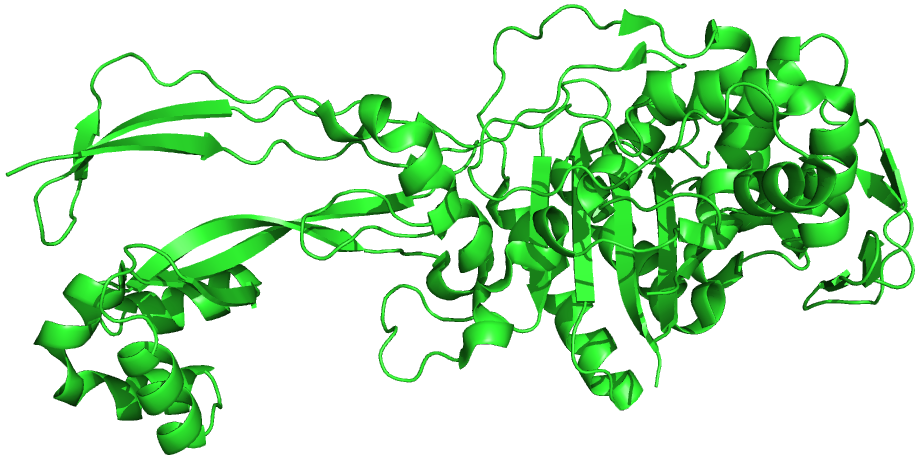
Bändermodell des PBP3 aus Pseudomonas aeruginosa

Gemeinsames Strukturelement der β-Lactam-Antibiotika, das β-Lactam

Ein Penicillin-bindendes Protein (PBP) ist ein Protein, das Penicillin binden kann.

## Eigenschaften
Penicillin-bindende Proteine binden mit mittlerer bis hoher Affinität an β-Lactam-Antibiotika, mit Ausnahme von Tabtoxinin-β-Lactam. Penicillin-bindende Proteine besitzen eine PASTA-Proteindomäne (englisch PBP and Serine/Threonine kinase Associated domain ‚‘) zur Bindung der β-Lactam-Antibiotika. Die PASTA-Domäne ist typisch für Penicillin-bindende Proteine und Proteinkinase-B-artige Proteine, woher das Akronym des Namens der Domäne stammt. Penicillin-bindende Proteine sind meist Proteine der letzten Schritte der Biosynthese des Peptidoglykans in der bakteriellen Zellwand, z. B. die Murein-Transpeptidase.

## Beispiele
In Escherichia coli kommen mindestens sechs PBP zwischen 40 kDa und 91 kDa vor. Darunter sind eine D-Alanin-Carboxypeptidase, eine Peptidoglykan-Transpeptidase und eine Peptidoglykan-Endopeptidase. In Mycobacterium smegmatis wurde ein PBP von 49,5 kDa beschrieben. Das PBP Penicillin binding protein 2A (PBP2A) ist an der Antibiotikum-Resistenz von MRSA beteiligt.
In Mitochondrien von Säugetieren existiert das Protein LACTB, ein Homolog des PBP-βL.